# Gonzalo Valero Montero
Gonzalo Valero y Montero (1825-1902) fue un pintor y cronista español.

## Biografía
Nació el 5 de febrero de 1825 en la localidad castellonense de Segorbe. Llevado por su afición al dibujo de paisajes, se dedicó a él desde niño como parte esencial de sus estudios, si bien tuvo que abandonarlos después por cursar la carrera de jurisprudencia. Terminada esta, estudió bajo la dirección de Rafael Montesinos. De regreso a su localidad natal se dedicó a pintar al óleo y a la aguada, bocetos y paisajes acompañados de figuras de reducido tamaño casi todos.
Fue premiado en las Exposiciones valencianas de 1855 y 1867: en la primera había presentado dos vistas del Santuario de Nuestra Señora de la Cueva Santa, y en la segunda Recuerdos de Aragón y Ruinas del teatro de Sagunto. Fue un prolífico autor de paisajes. Valero, que fue cronista de su localidad natal, además de alcalde, falleció el 21 de marzo de 1902.